# Борис Христов (писател)
За оперния певец вижте Борис Христов.
Борис Кирилов Христов е български поет, белетрист и сценарист.

## Биография
Завършва гимназия в Перник и българска филология във Великотърновския университет „Св. св. Кирил и Методий“ (1970). Работи като учител в Перник (1971 – 1972), като журналист и редактор в Студия за игрални филми „Бояна“ (1973 – 1981). От 1982 г. е редактор в литературния алманах „Струма“. От 1992 г. е журналист в списание „Феникс“.
През 1984 г. участва в Международната писателска програма на университета в Айова, САЩ. Изнася рецитали в Торонто, Вашингтон, Ню Йорк, Сан Франциско, Хамбург, Мюнхен, Атина, Делхи, Варшава и др.
Бил е член на Съюза на българските писатели, а впоследствие и на Сдружение на български писатели. През 90-те години е част от управителния съвет на фондациите „Свободно поетическо общество“ и „Отворено общество“.
След средата на 90-те години заживява в село Лещен, след което почти няма публични изяви.

## Творчество
Автор е на книгите със стихове „Вечерен тромпет“ (1977, 79) и „Честен кръст“ (1982), на романа „Бащата на яйцето“ (1987) и на повестите „Сляпото куче“, „Долината на обувките“ и „Смъртни петна“ (1990); на книгите с тристишия „Думи и графити“, художник Яна Левиева (1987), „Думи върху други думи“, художник Анри Кулев (1994), „Черни букви върху черен лист“ (1997); на митографиите „Каменна книга“ (2006), „Книга на мълчанието“ (2008), „Книга от заглавия“ (2008), „Камък и слово“ (2015), на „Спомени за хора, Камъни и риби“ „Стълб от прах. Избрано“ (2015),  „Салонът на природата“, художник Милко Божков (2020).
Съставител на антологиите „Българска лирика“, „Българска народна лирика“ (1994), „Български разкази“, „Народни устни писмена“ (1995), „От изгрев слънце до заник“ (1997), на смятания за мистификация през XIX век епос на българо-мохамеданите от Западните Родопи сборник „Веда Словена“ (1997), както и на „Антология: Сборник за народни умотворения“ (2020), Антология „Иван Вазов, Лирика“ (2020), Антология "П.К. Яворов, Лирика", 2023.
Негови творби се изучават в часовете по литература на 12. клас в българските училища.

### За него
Книги
- Иван Станков, Смърт не може да има. В лирическия свят на Борис Христов. Велико Търново: Слово, 1996
- Борис Христов в българската литература и култура. Изследвания, статии, есета. Съст. Пламен Дойнов. София: Кралица Маб, 2013
- Иван Станков, Сенки на думи. Мотиви в поезията на Борис Христов. Велико Търново: Фабер, 2016
- Ангел Дюлгеров, Думи от дългия път. Онтология на болката в поезията на Борис Христов. Варна: Онгъл, 2019
- Едвин Сугарев, Вик в тишината. Поезията на Борис Христов, София: Рива, 2023

Дипломни работи
- Бакалов, Н., Присъствието на Борис Христов в съвременната българска поезия, В. Търново, 1984.
- Харалампиева, И., Поезията и прозата на Борис Христов (Единство на художествения свят), В. Търново, 1991.
- Васевски, Ив., Художествена реализация на мита в стихосбирката „Честен кръст“ на Борис Христов, В. Търново, 1991.

## Филмография
Борис Христов е автор на сценарии за игрални, документални и анимационни филми, между които:
- 1982 – Смъртта на заека (игрален)
- 1983 – Сънувам музика (документален)[13]
- 1991 – Бащата на яйцето (игрален)[14]
- „Лабиринти“ (документален)
- „Свирачи“ (документален)
- „Корабът“ (анимационен)
- „Всичко ми говори“ (документален)
- 1996 – Дудуна (документален)
- 2001 – Зелената къща (документален)
- „Името на моя вятър“ (документален)
- 2005 – Душевно (документален)
- 2012 – Загадката „Веда Словена“ (документален)
- 2014 – Книга на мълчанието (документален)

## Признание и награди
- Носител е на Голямата награда на Софийския университет за литература (2000).
- През 2009 г. е удостоен с националната литературна награда за поезия „Никола Фурнаджиев“, връчвана от Община Пазарджик за цялостно литературно творчество, постижения и национален принос в поетическия жанр.[15]
- През 2009 г. е отличен с наградата „Орфеев венец“.
- Научавайки от медиите, че на 26 май 2010 г. е награден с орден „Кирил и Методий“, I степен, за заслуги в областта на културата, с писмо до правителството отказва да получи наградата.[16]

В края на март 2012 г. департамент Нова българистика към Нов български университет организира Национална научна конференция „Борис Христов в българската литература и култура“.